# Elster (motorfiets)
Elster is een historisch merk van motorfietsen.
De bedrijfsnaam was: Elster Motorradwerke, Elsterberg, later Mylau (Vogtland).
Elster bouwde eigen 198cc-zijklepmotortjes maar gebruikte ook 175- en 206cc-DKW-inbouwmotoren. De productie begon in 1924, maar in de eerste helft van de jaren twintig ontstonden honderden van dergelijke kleine merken die het voornamelijk moesten hebben van klanten in hun eigen regio. De meesten redden het niet: in 1925 verdwenen er meer dan 150. Elster beëindigde de productie in 1926.